# Imre Barcza
Imre Barcza (wym. [imrɛ bɒrtsɒ], ur. 1881 w Budapeszcie, zm. 16 maja 1938 w Balatonfüred) – węgierski taternik, alpinista i działacz turystyczny.

## Życiorys
Imre Barcza zaczął uprawiać turystykę tatrzańską w 1902 roku, najaktywniej wspinał się w Tatrach w latach 1909–1912 – należał wówczas do najczynniejszych taterników węgierskich. Jego partnerami wspinaczkowymi byli głównie Węgrzy, najczęściej wspinał się z Oszkárem Jordánem i Tihamérem Szaffką. Oprócz Tatr odwiedzał również Alpy.
Był współzałożycielem i działaczem BETE, potem również działaczem MTE. W latach 1902–1935 pisał do węgierskich czasopism turystycznych. Jego liczne artykuły dotyczyły głównie taternictwa. Przez wiele lat zbierał materiały do bibliografii literatury tatrzańskiej, w 1914 roku był już gotowy rękopis tej bibliografii, lecz dalsze jej losy nie są znane. W 1933 roku wydał niewielką bibliografię węgierskiej literatury narciarskiej za lata 1884–1931, która po części dotyczy również Tatr.

## Ważniejsze tatrzańskie osiągnięcia wspinaczkowe
- pierwsze wejście zimowe na Jastrzębią Turnię, wraz z Jordánem i Szaffką,
- pierwsze przejście fragmentu Sobkowej Grani, wraz z Ferencem Barczą i Jordánem,
- pierwsze wejście zimowe na siodło Baraniej Przełęczy, wraz z Johannem Breuerem juniorem i Paulem Spitzkopfem juniorem,
- pierwsze przejście północno-zachodniej grani Łomnicy, podczas zejścia,
- pierwsze przejście południową granią Durnego Szczytu,
- pierwsze przejście północnej grani Małej Wysokiej,
- pierwsze przejście północno-zachodniej grani Małego Kościoła, podczas zejścia,
- pierwsze przejście północną granią Wielickiego Szczytu,
- pierwsze przejście zachodniego filara Litworowego Szczytu,
- uczestnik pierwszej próby przejścia zachodniej ściany Łomnicy,
- uczestnik drugiego przejścia północno-zachodniej ściany Zadniego Gerlacha.